# Nāgārjuna
Nāgārjuna (Reino de Andhra, 150-250) fue un filósofo indio y monje budista, a quien se atribuye, junto con su alumno Aryadeva, la fundación de la escuela madhyamaka (camino medio) que influyó fuertemente en el desarrollo del budismo mahayana. La tradición budista también le atribuye la autoría o descubrimiento del Prajñāpāramitā-sūtra así como otros grandes tratados sobre la doctrina budista donde se acentúa el criterio filosófico de la vacuidad esencial de lo existente.

## Nombre sánscrito
- Nāgārjuna, en el sistema AITS (alfabeto internacional para la transliteración del sánscrito).[1]
- नागार्जुन, en escritura devanagari del sánscrito.[1]
- Pronunciación:
  - /nagárshuna/ en sánscrito[1] o bien
  - /nagarshún/ en varios idiomas modernos de la India (como el bengalí, el hindí, el maratí o el palí).
- Etimología:[1]
  - nagá: raza que vivía en las postrimerías de los Himalayas; según los budistas eran humanos normales; según los hinduistas tenían cuerpo de serpiente; Aryuna recibió el epíteto "Naga" por sus amistades de esa etnia;
  - aryuna: blanco, del color de la leche, claro, del color del día, plateado, del color del relámpago, del color de la plata; nombre de un tipo de árbol (el Terminalia arjuna): la madre de Nagarjuna le puso ese nombre porque su parto sucedió debajo de un árbol arshuna.

### Otras escrituras
En otros idiomas su nombre se escribe de la siguiente manera:
- Klu Sgrub (en tibetano).
- నాగార్జునా (en telugú)
- 龍樹 (en chino)
- 龍樹菩薩 (en chino mandarín)

## Biografía

### Contexto
La India en los siglos I y II d. C. se dividió en varios estados, incluido el Imperio kushán y el Reino Satavájana. En este punto de la historia budista, la comunidad de esta creencia ya estaba dividida en varias escuelas y se había extendido por toda la India.
En ese momento, ya existía un pequeño y naciente movimiento Mahāyāna. Estas ideas estaban en manos de una minoría de budistas en la India. Como escribe Joseph Walser, "Mahāyāna antes del siglo V era en gran parte invisible y probablemente existía solo como una minoría y un movimiento en gran parte no reconocido dentro del redil del budismo nikaya". Para el siglo II, los primeros Sutras Mahāyāna como el Aṣṭasāhasrikā Prajñāpāramitā ya estaban circulando entre ciertos grupos Mahāyāna.

### Datación y lugar de nacimiento
No existe consenso sobre la fecha y lugar de nacimiento exactos de Nagarjuna. Incluso el siglo o siglos dentro de los que vivió son inciertos. Las dos biografías más extensas, una en chino y la otra en tibetano, se escribieron siglos después de la fecha probable de su muerte, e incorporan mucho material mítico. Se han propuesto fechas tan tempranas de su nacimiento como el año 100 a. C. y tan tardías como el 300 d. C.. La tradición budista ha atribuido a Nagarjuna una relación con la dinastía Sátaváhana, la cual floreció entre el siglo I a. C. y II d. C.. Esta relación parece atestiguada en la carta Suhṛllekha, atribuida a Nagarjuna y dirigida «al rey Jantaka del sur de India, conocido como Sátaváhana».
Adicionalmente, los modernos estudios del texto del Ratnāvali, otra carta atribuida a Nagarjuna, han establecido como fecha más probable de su escritura hacia el último tercio del siglo II d. C. durante el reinado de Yajña Śrī Sātakarni, lo que establecería su tiempo de creación entre el 175 y 204 d. C. Todo lo anterior establecería como el periodo más probable en el cual vivió Nagarjuna, el siglo comprendido entre el 150 y 250 d. C.. 
En lo que respecta a su lugar de nacimiento y vida, tampoco existe certeza. En el capítulo denominado Sagāthakam del Lankavatara Sutra — en una interpolación tardía datada entre los años 443 y 513 d. C.—, existe un profecía apócrifa del buda Gautama, que atribuye como lugar de nacimiento de Nagarjuna una región denominada Vedalī:

Al sur de Vedalī un monje (bhikshu) más ilustre y distinguido [nacerá]; su nombre es Nāgāhvaya, el será el destructor de las visiones unilaterales basadas en ser y el no-ser. Él proclamará mi Vehículo, el insuperable Mahāyāna, al mundo; conseguirá el Estado de Dicha e irá a la Tierra de la Felicidad.
Laṅkāvatāra. Sagāthakam. 165-166

Otras tradiciones, entre ellas la tibetana, señalan como lugar de nacimiento de Nagarjuna la región de Vidarbha o Vedahi. El análisis toponímico y la relación geográfica con otros puntos mencionados en antiguos textos, si bien no han determinado el lugar exacto, han permitido establecer con cierto consenso que tal lugar estaría en la región de Andhra (en la moderna región de Andhra Pradesh). El estudio del Ratnāvali, anteriormente citado, confirmaría esta zona como el posible lugar de escritura de la carta, en la parte baja del Valle Krishna.

### Narraciones míticas

##### En las fuentes tibetanas

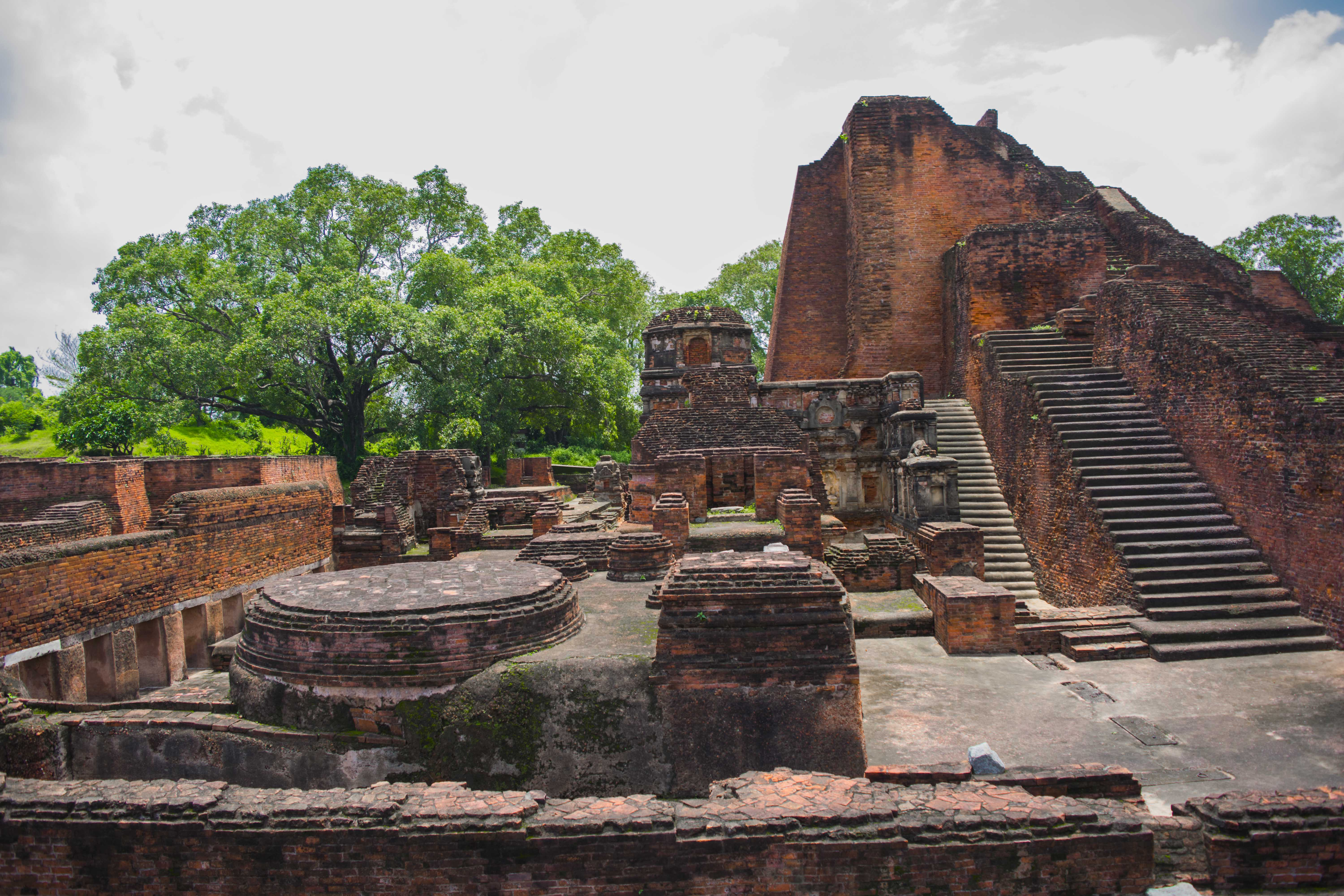
Restos arqueológicos de la universidad de Nalanda, donde según la tradición Nagarjuna estudió con el sabio Rahula.

Uno de los principales relatos míticos de los primeros años de la vida de Nagarjuna, atestiguada por la narración tibetana de Taranatha, lo señalan perteneciente a la casta Brahmán. Una profecía hecha al nacer le otorgaba solamente 7 años de vida, por lo que al aproximarse a esa edad fue enviado de viaje fuera de su tierra. De esta manera llegó a Nalanda, donde conoció y se hizo discípulo del abad Rahula, conocedor del mahayana. Este sabio (acharia) le enseñaría la recitación de algunos mantras que le permitirían alargar su vida. Nagarjuna devino en un gran estudiante de los sutras, practicante de disciplinas (sadhanas) y conocedor de encantamientos (siddhis), también desarrolló el elixir de la vida que le otorgó el cuerpo de diamante (vajradēha) y llegó a ser muy hábil en magia, alquimia y clarividencia.
Durante una hambruna que desoló la región a causa de una sequía, Nagarjuna usó sus dotes alquímicas para obtener oro y cambiarlo por grano. Eso detuvo la hambruna pero siguió sin llover, a lo que Rahula determinó que era ocasionada por la falta de compasión de Nagarjuna hacia los seres sintientes al momento de resolver el problema, lo que era impropio de un bodhisattva, por lo que le instruyó construir 108 monasterios, 1,000 templos y 10,000 santuarios. A fin de llevar a cabo esta tarea, invocó a la tribu de los nagas por medio del mantra Kurukula. A su llamado atendieron dos hijas de Taksaka, rey de los nagas, quienes a cambio de ayudarle le pidieron que fuera al país de los nagas a predicar el dharma. Permaneció un largo tiempo entre los nagas, donde a cambio obtuvo los manuscritos de algunos tratados de lógica, entre los cuales se encontraba el célebre Prajñāpāramitā.
Tras volver, escribió otros muchos tratados sobre el Mahayana. También se le atribuyen múltiples hechos portentosos y, en algunos textos, una vida de varios cientos de años.
Entre las profecías que emitió se encontraba la del ascenso del rey Sadvahana, cuando éste era apenas un niño y, quien tras encontrarse ya adulto con Nagarjuna, le veneró y el sabio le otorgó el elixir de la vida. En virtud de esto, el rey detentó el poder durante cientos de años, hasta que uno de sus últimos hijos, cansado de no poder acceder al trono, solicitó consejo a su madre, quien le reveló que la vida del rey estaba relacionada mágicamente con la del acharia Nagarjuna, quien accedería a morir por ser un bodhisattva. El heredero fue a ver al monje, quien, en efecto, accedió a morir decapitado por una hoja de la planta kusha en compensación de una ocasión que había cortado la cabeza de un ser viviente con una hoja. Antes de morir, prometió volver a su cuerpo, por lo que su cabeza fue sepultada a buena distancia de su torso, los cuales, milagrosamente se acercan poco a poco conforme pasa el tiempo, a decir de Taranatha.

##### En las fuentes chinas
Si bien algunas fuentes chinas fragmentarias reciben influencia directa de las narraciones indias. Una de las biografías mejor conocidas en chino de Nagarjuna y una de las más tempranas fue la escrita por Kumarajiva hacia el 405 d. C., la cual destaca por ofrecer elementos aún más legendarios que las narraciones tibetanas.
En esta narración la madre de Nagarjuna da a luz bajo un árbol arjuna, de donde el niño recibió su nombre. Desde su más tierna infancia poseía una gran capacidad intelectual, al punto de recitar de memoria los cuatro vedas completos. A los veinte años poseía grandes conocimientos y facultades místicas de adivinación. Cansado de su vida simple y anhelando los placeres del mundo, se unió a un grupo de otros cuatro hombres y pidió a un nigromante el don de la invisibilidad. De esta manera fueron capaces de entrar sin ser vistos al castillo real donde sedujeron a las mujeres. Gracias a las huellas que dejan son descubiertos y el rey manda a un centenar de hombres blandir sus espadas al aire con el castillo clausurado. Los acompañantes de Nagarjuna mueren de esta manera pero él se salva al pararse junto al rey. En ese momento, Nagarjunta reflexiona sobre los sufrimientos y el origen de ellos, y repudia la idea del deseo, tomando la decisión de convertirse en asceta. Cuando logra escapar del castillo se retira a la montaña donde ingresa a un templo budista y toma votos.
En noventa días estudia y comprende los pitakas, y de un monje anciano que residía en las montañas del Himalaya recibe la enseñanza de los sutras del Mahayana. Parte en busca de los restantes sutras sin lograr encontrarlos todos. Vence en debate a maestros de doctrinas no budistas y a sramanas. Ante estas victorias y considerando que las enseñanzas de los sutras eran insuficientes y faltas de lógica, se dejó llevar por el orgullo y decidió crear una nueva doctrina e instaurar nuevos preceptos: "En aquello que [los sutras] son deficientes deberían ser llevados más allá y expandidos, así con esta enseñanza actualizada se podría obtener iluminación. La teoría debería ser sin error y la práctica sin falta. ¿Qué error podría haber en ello?". Así, modificó la vestimenta y se señaló a sí mismo como maestro de esta enseñanza y citó a sus discípulos cierto día para instaurar sus directrices. Esta nueva doctrina se basaba en el dharma pero adicionando la enseñanza de la apatía o no-sensación, para evitar estar sujeto a las emociones.
Esta desviación de Nagarjuna generó que un rey naga (mahānāga) sintiera compasión por él, por lo que le invitó a su palacio en el mar en donde atesoraba sutras que nadie más poseía y que compartió con el acharia, quien, en noventa días, los leyó y comprendió, adquiriendo la comprensión profunda del no-surgir (anutpāda) de todas las cosas. Regresa con este conocimiento al mundo donde enseña el dharma, vence a maestros no budistas, explica el mahayana y escribe múltiples tratados entre los que se encuentran el tratado de los Fundamentos de la vía media (Mūlamadhyamakakārika) en 500 versos.
Las recensiones chinas continúan con la narración de dos hechos portentosos: el vencimiento de un brahmán en un duelo de magia, donde el primero manifiesta un estanque con flor de loto de mil pétalos sobre la que se sienta, mientras que Nagarjuna manifiesta un elefante blanco de seis colmillos que irrumpe en el estanque y derriba al brahmán; el segundo es la conversión de un rey del sur de India a quien le muestra a los dioses y a los asuras peleando en el cielo.
En estas versiones la vida de Nagarjuna termina con su desaparición cuando un maestro del Hinayana se niega a pedirle que viva más tiempo, entonces el filósofo se encierra en sus aposentos sin salir en todo el día. Un alumno, preocupado, decide derribar la puerta y mirar adentro de donde solo vuelan los restos de una cigarra. Corless, ha puesto en relieve que esta versión de su muerte tiene sus raíces en las narraciones taoístas, esto es, propias del territorio chino, donde al morir simplemente "botan el cuerpo" el cual se vuelve ligero como pluma.

## Madhyamaka
Fue el fundador de una de las tradiciones de pensamiento más influyentes de las doctrinas de la India, la denominada escuela de la vía media o madhiamaka. Su doctrina del vacío fue debatida durante más de un milenio en China, Tíbet, Corea y Japón. El budismo zen lo considera uno de sus precursores y sus ideas todavía despiertan intensos debates académicos.
Su doctrina del vacío (shuniatá) sostiene que todas las cosas son condicionadas, de modo que no es posible encontrar nada en el mundo que tenga una naturaleza propia (en sánscrito, suabhava). Esa falta de naturaleza propia es lo que las convierte en vacías. Pero lo más sobresaliente de esta doctrina es que las palabras que la ponen de manifiesto se consideran a su vez vacías. Así, el discurso de la vacuidad es tan vacío como las cosas mismas. El mundo no es diferente del lenguaje.
Entre las investigaciones en español sobre el filósofo destacan las de Vicente Fatone y Juan Arnau (véase bibliografía).

## Obra

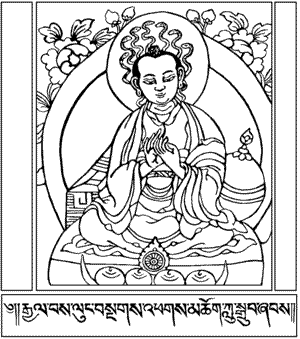
Representación de Nāgārjuna.

### Mūlamadhyamakakārikā
El Mūlamadhyamakakārikā es la obra más conocida de Nāgārjuna. Fue escrita aproximadamente en el año 150 d. C. Es "no sólo un gran comentario sobre el discurso de Buda a Kātyāyana, el único discurso citado por su nombre, sino también un análisis detallado y cuidadoso de la mayoría de los discursos importantes incluidos en los nikayas y los āgamas, especialmente los de la Atthakavagga del Sutta-nipata".

Utilizando la teoría del Buda del "surgimiento dependiente" (pratītyasamutpāda), Nāgārjuna demostró la inutilidad de las [...] especulaciones metafísicas. Su método de tratar con tal metafísica se conoce como "vía intermedia" (madhyama pratipad). Es el camino intermedio que evitó el sustancialismo de los Sarvastivadas así como el nominalismo de los Sautrantikas.

En el Mūlamadhyamakakārikā, "Todos los fenómenos experimentados están vacíos (shuniata). Esto no significa que no se experimenten y, por lo tanto, no existan; solo que están desprovistos de una sustancia permanente y eterna (svabhava) porque, como un sueño, son meras proyecciones de la conciencia humana. Dado que estas ficciones imaginarias se experimentan, no son meros nombres (prajñaptivāda)".
Se le considera como uno de los textos filosóficos budistas más influyentes, teniendo un impacto inmenso en el desarrollo del pensamiento budista, especialmente en la rama Mahāyāna; el Budismo tibetano y el Budismo de Asia oriental. 

### Trabajos mayormente atribuidos
Según David Seyfort Ruegg, el Madhyamakasastrastuti atribuido a Chandrakirti (c. 600–c. 650) menciona ocho textos de Nāgārjuna:

el (Madhyamaka) karikas, el Yuktisastika, el Sunyatasaptati, el Vigrahavyavartani, el Vidala (es decir, Vaidalyasutra/Vaidalyaprakarana), el Ratnavali, el Sutrasamuccaya y Samstutis (Himnos). Esta lista cubre no solo mucho menos que el gran total de obras atribuidas a Nāgārjuna en las colecciones china y tibetana, sino que ni siquiera incluye todas las obras que el propio Candrakirti ha citado en sus escritos.

Según la opinión de Christian Lindtner, las obras definitivamente escritas por Nāgārjuna son:
- Mūlamadhyamaka-kārikā (Versos fundamentales del Camino Medio), disponible en tres manuscritos sánscritos y numerosas traducciones.[34]
- Śūnyatāsaptati (Setenta versos sobre la vacuidad), acompañado de un comentario en prosa atribuido al propio Nāgārjuna.
- Vigrahavyāvartanī (El fin de las disputas).
- Vaidalyaprakaraṇa (Pulverizando las categorías), una obra en prosa que critica las categorías utilizadas por la filosofía india Nyaya.
- Vyavahārasiddhi (Prueba de la convención).
- Yuktiṣāṣṭika (Sesenta versos sobre el razonamiento).
- Catuḥstava (Cuatro Himnos): Lokātīta-stava (Himno a la trascendencia), Niraupamya-stava (al Inigualable), Acintya-stava (al Inconcebible) y Paramārtha-stava (a la Verdad Última).[35]
- Ratnāvalī (Preciosa guirnalda), subtitulado (rajaparikatha), un discurso dirigido a un rey indio (posiblemente un monarca Satavájana).[36]
- Pratītyasamutpādahṝdayakārika (Versos sobre el corazón del Surgimiento Dependiente), junto con un breve comentario (Vyākhyāna).
- Sūtrasamuccaya, una antología de varios pasajes del sutra.
- Bodhicittavivaraṇa (Exposición de la mente que despierta).
- Suhṛllekha (Carta a un buen amigo).
- Bodhisaṃbhāraśāstra (Requisitos del despertar), una obra del camino del Bodhisattva y pāramitā, es citado por Chandrakirti en su comentario sobre los cuatrocientos de Aryadeva. Ahora solo existe en la traducción al chino (Taisho 1660).[37]

El historiador tibetano Buton Rinchen considera que los primeros seis son los principales tratados de Nāgārjuna (esto se llama "yukti corpus", rigs chogs), mientras que según Tāranātha solo los primeros cinco son obras de Nāgārjuna. TRV Murti considera que Ratnaavali, Pratitya Samutpaada Hridaya y Sutra Samuccaya son obras de Nāgārjuna, ya que los dos primeros son citados profusamente por Chandrakirti y el tercero por Shantideva.

## Filosofía

### Vacuidad
La vacuidad (sánscrito: शून्यता, romanizado: sunyata) es el concepto central de la filosofía de Nagarjuna. Se fundamenta en el Mūlamadhyamakakārikā, tomando como base el origen dependiente de Buda Gautama para demostrar de forma negativa, a través de argumentos Reductio ad absurdum (concretamente el argumento de ni uno ni muchos) como todos los fenómenos carecen de esencia y por tanto son vacíos

### Hinduismo
Nāgārjuna estaba completamente familiarizado con las filosofías hindúes clásicas del Sāṃkhya e incluso con el Vaiśeṣika. Nāgārjuna asume un conocimiento de las definiciones de las dieciséis categorías que se dan en los Nyaya-sutra, el texto principal de la escuela hindú Nyaya, y escribió un tratado sobre los pramanas en el que redujo el silogismo de cinco miembros a uno de tres. En el Vigrahavyavartani Karika, Nāgārjuna critica la teoría Nyaya de pramanas.

### Budismo Mahāyāna
Nāgārjuna conversó con muchas de las filosofías Śrāvaka y con la tradición Mahāyāna; sin embargo, es difícil determinar la afiliación de Nāgārjuna con un nikaya específico, considerando que gran parte de este material se ha perdido. Si la atribución de textos más comúnmente aceptada (la de Christian Lindtner) es válida, entonces él era claramente un mahayānista, pero su filosofía se apega asiduamente al Tripitaka Śrāvaka, y aunque hace referencias explícitas a los textos Mahāyāna, siempre tiene cuidado de permanecer dentro de los parámetros establecidos por el canon Śrāvaka.
Es posible que Nāgārjuna haya llegado a sus posiciones por el deseo de lograr una exégesis coherente de la doctrina del Buda como se registra en los āgamas. A los ojos de Nāgārjuna, el Buda no fue simplemente un precursor, sino el mismísimo fundador del sistema Madhyamaka. David Kalupahana ve a Nāgārjuna como un sucesor de Moggaliputta-Tissa en ser un campeón del camino intermedio y un resucitador de los ideales filosóficos originales del Buda.

### Pirronismo
Debido al alto grado de similitud entre la filosofía de Nāgārjuna y el pirronismo, particularmente las obras supervivientes de Sexto Empírico, Thomas McEvilley sospecha que Nāgārjuna fue influenciado por textos pirronistas griegos importados a la India. Pirrón de Elis (c. 360-c. 270 a. C), el fundador de esta escuela de filosofía escéptica, fue influenciado por la filosofía india. Pirrón viajó a la India con el ejército de Alejandro Magno y estudió con los gimnosofistas. Según Christopher I. Beckwith, las enseñanzas de Pirrón se basan en el budismo, porque los términos griegos adiaphora, astathmēta y anepikrita en el Pasaje de los Aristocles se asemejan a las tres marcas budistas de existencia. Según él, los principios innovadores clave del escepticismo de Pirrón solo se encontraron en la filosofía india en ese momento y no en Grecia.